# Otto Pjeta
Otto Pjeta (* 26. April 1949; † 3. Oktober 2023) war ein österreichischer Gesundheitspolitiker und Allgemeinmediziner.

## Leben und Wirken
Pjeta wuchs in Steinhaus im Bezirk Wels-Land auf, wo sein Vater als Gemeindearzt tätig war. Sein Medizinstudium absolvierte er an den Universitäten Innsbruck und Wien. Bereits während seines Studiums engagierte er sich in der Hochschulpolitik.
Von 1978 bis 2012 war Pjeta als Gemeindearzt in Steinerkirchen an der Traun im Bezirk Wels-Land tätig, wo er Ehrenbürger ist. 1989 wurde er zum Präsidenten der oberösterreichischen Ärztekammer gewählt, an deren Spitze er bis 2012 17 Jahre lang stand. Zwischen 1999 und 2003 war Pjeta Präsident der Österreichischen Ärztekammer. In diesen Funktionen wies er darauf hin, dass ein Ärztemangel drohe, wenn die Gesundheitspolitik an den Bedingungen nichts verbessere, und forderte mehr Unterstützung für Landärzte. 2002 wurde Pjeta auch zum Präsidenten des Bundeskomitees der Kammern der Freien Berufe gewählt.
2011 erhielt Pjeta das Große Ehrenzeichen der Republik Österreich.
Gemeinsam mit anderen Hausärzten gründete er 2018 die Initiative Allgemeinmedizin! als außerparlamentarische Protestbewegung, die sich für die Anliegen der allgemeinmedizinisch tätigen Ärzte und Hausärzte einsetzt.
Pjeta war mit Ulrike Pjeta verheiratet und Vater von drei Kindern.
Im Oktober 2023 starb Pjeta nach schwerer Krankheit im Alter von 74 Jahren.